# شينغو شيباتا
شينغو شيباتا (باليابانية: 柴田 慎吾) (مواليد 13 يوليو 1985)، هو لاعب كرة قدم ياباني سابق كان يلعب كمدافع.

## وصلات خارجية
- شينغو شيباتا على موقع رابطة كرة القدم اليابانية للمحترفين (اليابانية)
- شينغو شيباتا على موقع قاعدة بيانات كرة القدم.إي يو (الإنجليزية)
- شينغو شيباتا على موقع Soccerway.com (الإنجليزية)
- شينغو شيباتا على موقع عالم كرة القدم.نت (الإنجليزية)